# Feliks Nowicki

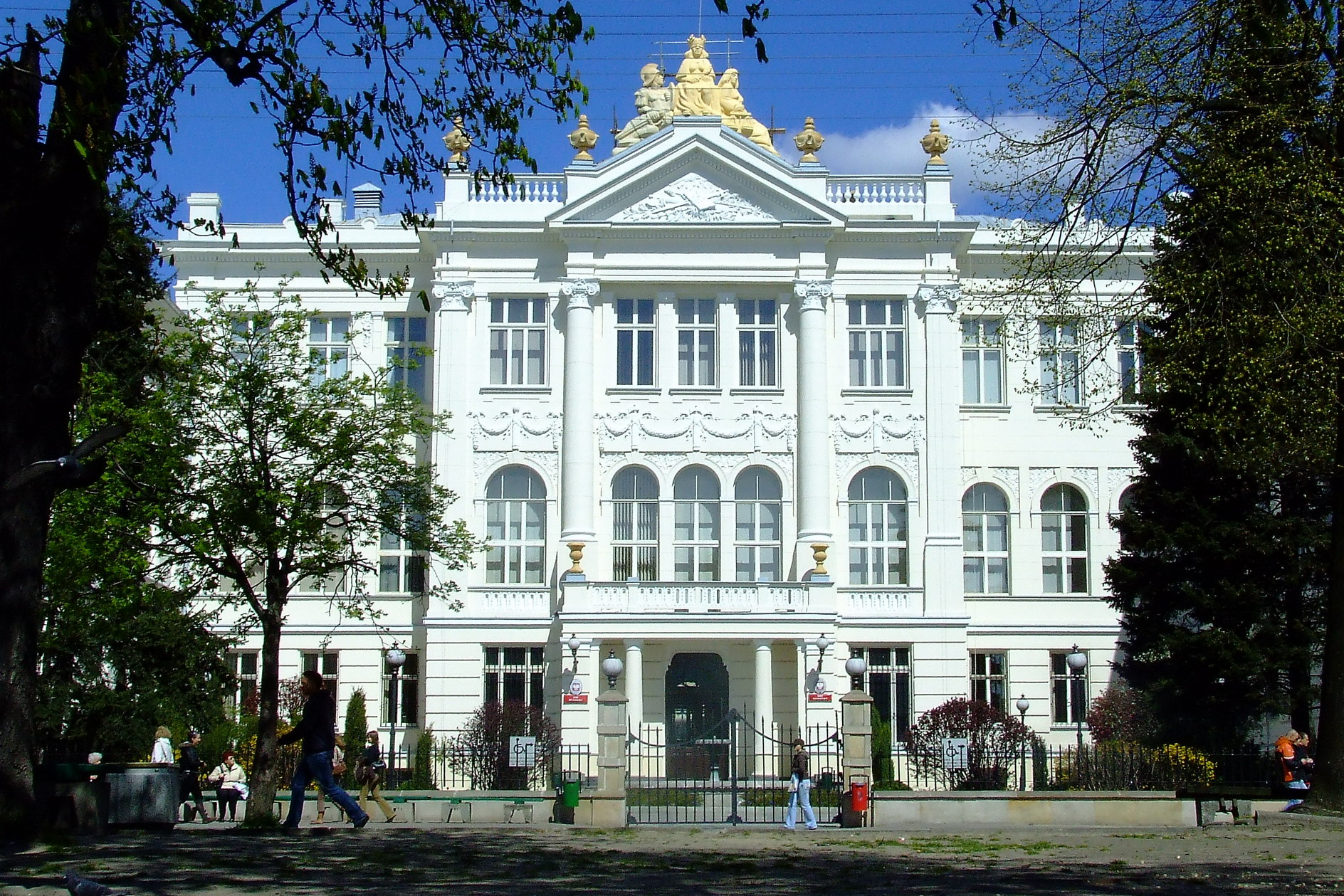
Gmach sądu w Piotrkowie Trybunalskim

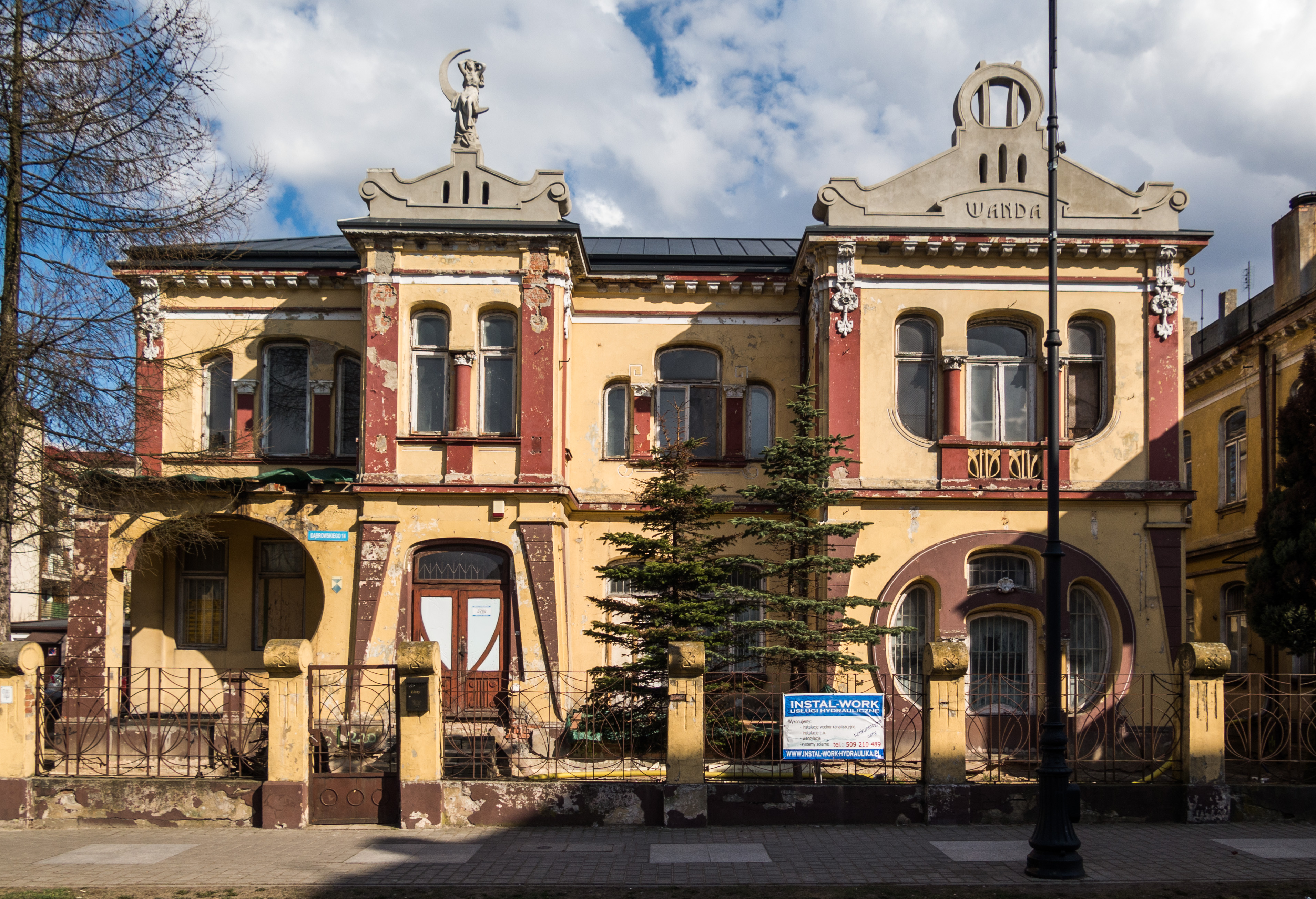
Willa Wanda w Piotrkowie Trybunalskim

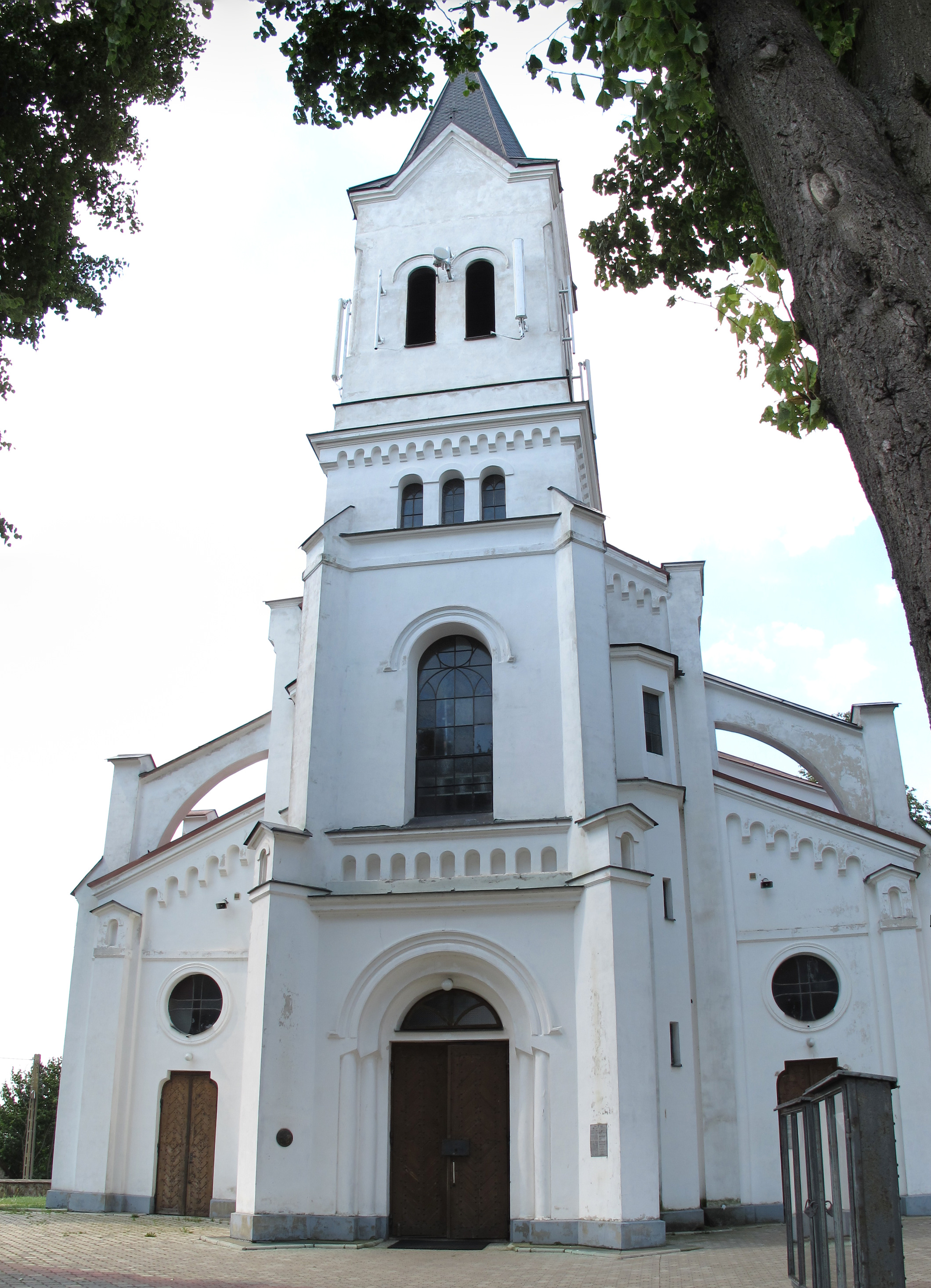
Kolegiata Narodzenia NMP w Krypnie

Feliks Nowicki (ur. 1840 w Piotrkowie Trybunalskim, zm. 31 maja 1920 tamże) – polski architekt, architekt guberni piotrkowskiej.

## Życiorys
Absolwent Gimnazjum Rządowego Męskiego w Piotrkowie Trybunalskim (obecnie I LO im. Bolesława Chrobrego) oraz Cesarskiej Akademii Sztuk Pięknych w Petersburgu.
Służbę państwową jako architekt rozpoczął w 1866. Od 1875 był zastępcą gubernialnego inżyniera architekta w Łomży. W 1894 powrócił do rodzinnego Piotrkowa, gdzie objął stanowisko architekta gubernialnego.
Pochowany na Cmentarzu Powązkowskim w Warszawie.
Był żonaty z Heleną Tomczyńską. Mieli trójkę dzieci, dwie córki i syna.

## Budynki
Łomża
- Szpital św. Ducha, później Liceum Pielęgniarskie[5]
- Bank Polski (1912)[6]

Piotrków Trybunalski
- Willa „Wanda” (1904)[7]
- Gmach Sądu (1904 – 1907)[8]

Krypno
- Kolegiata Narodzenia NMP w Krypnie (1881 – 1885)

Goworowo
- Kościół Podwyższenia Krzyża Świętego w Goworowie (1880-1887)

Grajewo
- Kościół rzymskokatolicki pw. Trójcy Przenajświętszej (1879 – 1882)

Sulejów
- Kościół Świętego Floriana

Kamieńsk
- Kościół Świętych Apostołów Piotra i Pawła

Bęczkowice
- Kościół Zesłania Świętego Ducha w Bęczkowicach